# Spar Premium League
| Portal | Portal:Håndbold |

Spar Premium League er kvindernes bedste toprække i håndbold i Schweiz, oprettet i 1970. Siden sæsonen 2012/13 har ligaen kørt under sponsornavnet Spar Premium League, efter detailvirksomheden Spar. Ligaen består af 8 hold, der således spiller et grundspil på i alt 14 kampe, pr. hold, efterfulgt af et slutspil.

## Hold i sæsonen 2019-20
- LC Brühl Handball
- Yellow Winterthur
- LK Zug
- Spono Eagles
- DHB Rotweiss Thun
- HSC Kreuzlingen
- HV Herzogenbuchsee
- GC Amicitia Zürich

## Vindere
| - 1970 LC Brühl Handball - 1971 LC Brühl Handball - 1972 LC Brühl Handball - 1973 LC Brühl Handball - 1974 LC Brühl Handball - 1975 LC Brühl Handball - 1976 LC Brühl Handball - 1977 LC Brühl Handball - 1978 LC Brühl Handball - 1979 LC Brühl Handball - 1980 LC Brühl Handball - 1981 RTV 1879 Basel - 1982 ATV Basel-Stadt - 1983 ATV Basel-Stadt - 1984 RTV 1879 Basel - 1985 ATV Basel-Stadt - 1986 ATV Basel-Stadt - 1987 LC Brühl Handball | - 1988 LC Brühl Handball - 1989 LC Brühl Handball - 1990 LC Brühl Handball - 1991 LC Brühl Handball - 1992 LC Brühl Handball - 1993 LC Brühl Handball - 1994 LC Brühl Handball - 1995 LC Brühl Handball - 1996 LC Brühl Handball - 1997 LC Brühl Handball - 1998 TSV St. Otmar - 1999 TSV St. Otmar - 2000 Spono Nottwil - 2001 Spono Nottwil - 2002 LC Brühl Handball - 2003 LC Brühl Handball - 2004 Amicitia Zürich - 2005 TSV St. Otmar | - 2006 Spono Nottwil - 2007 LC Brühl Handball - 2008 LC Brühl Handball - 2009 LC Brühl Handball - 2010 LK Zug - 2011 LC Brühl Handball - 2012 LC Brühl Handball - 2013 LK Zug - 2014 LK Zug - 2015 LK Zug - 2016 Spono Nottwil - 2017 LC Brühl Handball - 2018 Spono Nottwil - 2019 LC Brühl Handball |